# Halectinosoma longisetosum
Halectinosoma longisetosum är en kräftdjursart som beskrevs av Lang 1965. Halectinosoma longisetosum ingår i släktet Halectinosoma och familjen Ectinosomatidae. Inga underarter finns listade i Catalogue of Life.